# Thamnaconus striatus
Thamnaconus striatus és una espècie de peix de la família dels monacàntids i de l'ordre dels tetraodontiformes.

## Morfologia
- Els mascles poden assolir 21 cm de longitud total.[4][5]

## Hàbitat
És un peix marí, de clima tropical i demersal que viu entre 175-337 m de fondària.

## Distribució geogràfica
Es troba a Indonèsia i el nord-oest d'Austràlia.

## Observacions
És inofensiu per als humans.